# Марсово поле (Рим)

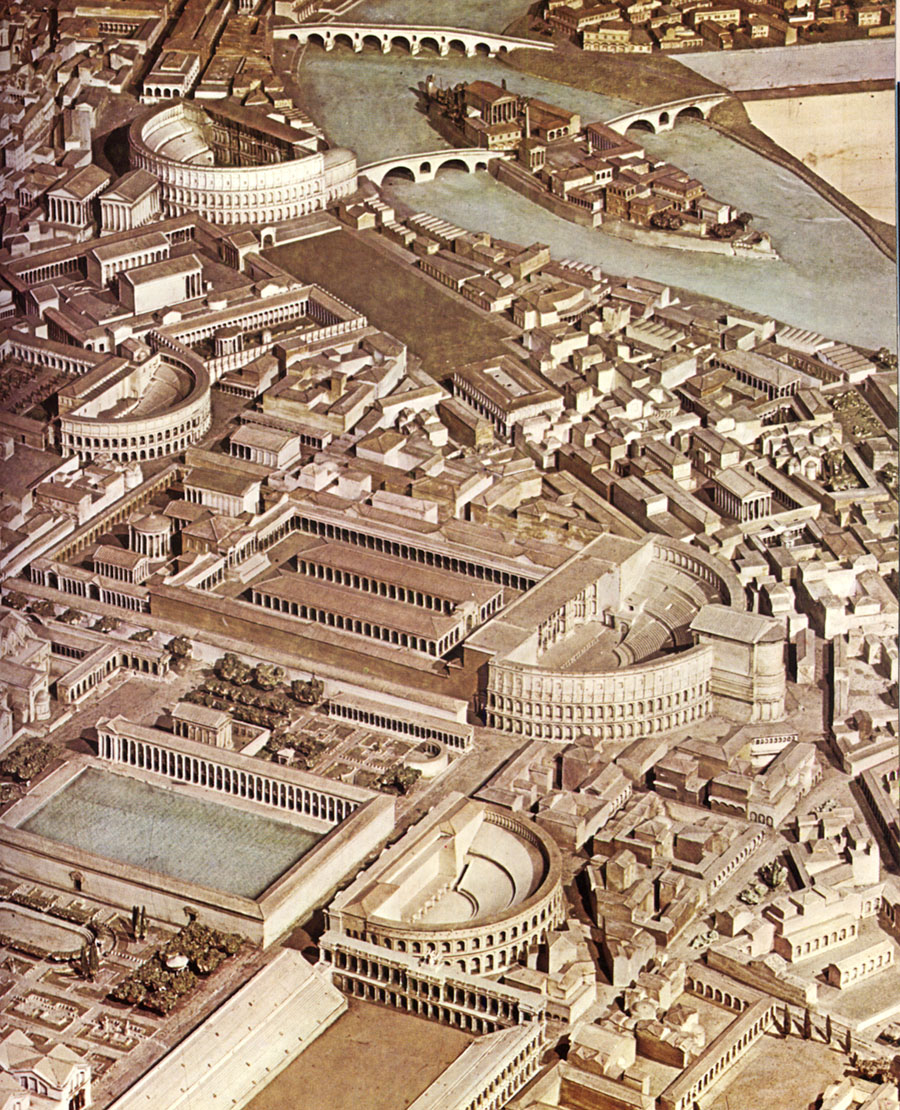
Макет-реконструкция Марсова поля по состоянию на 300 год н. э. Рим, Музей римской цивилизации

«Ма́рсовым полем» (лат. Campus Martius) называлась часть города Рима на левом берегу реки Тибр, первоначально предназначенная для военных и гимнастических упражнений. Со времени изгнания Тарквиниев здесь происходили военные и гражданские собрания. Как место военных упражнений, поле посвящено было древнеримскому богу Марсу, который имел в его центре свой алтарь. Этот центр поля остался и впоследствии свободным, под именем собственно Campus, тогда как остальные части поля были застроены. 
В Средневековье, напротив, именно прибрежная низменность Марсова поля стала районом наиболее плотной застройки. Это было обусловлено разрушением акведуков, доставлявших воду на холмы Рима.
На территории Марсова поля расположено множество достопримечательностей Рима, в том числе Пантеон, Пьяцца Навона, Кампо деи Фиори, Площадь Торре Арджентина, Мавзолей Августа, Храм Марса и другие.
Современный район Кампо-Марцио покрывает лишь малую (северную) часть древнеримского Марсова поля.
| Планиметрия центральной части Марсова поля Стадион Домициана Одеон Термы Нерона Стагнум Пьяцца делла Ротонда Пантеон Базилика Нептуна Термы Агриппы Храм Матидии Септа Юлия Храм Адриана Храм Изиды |
| --- |